# Sjarhej Palizewitsch
Sjarhej Eduardawitsch Palizewitsch (belarussisch Сяргей Эдуардавіч Паліцевіч, * 9. April 1990 in Lida) ist ein belarussischer Fußballspieler.

## Vereine
Noch vor dem Ende seiner Jugendzeit begann Palizewitsch seine Profikarriere 2007 bei Naftan Nawapolazk und wechselte ein Jahr später in die Reservemannschaft des russischen Erstligisten Krylja Sowetow Samara. Für dessen Profis kam der Verteidiger am 6. August 2008 zu einem Einsatz im Pokal gegen den FK Orenburg (7:5 n. E.). Nachdem er von 2009 bis 2010 als Leihspieler bei Naftan Nawapolazk verbracht und in dieser Zeit den nationalen Pokal gewonnen hatte, wurde er 2011 von FK Dinamo Minsk verpflichtet. Zur Rückrunde der Saison 2015/16 wechselte weiter er in die türkischen Süper Lig zu Gençlerbirliği Ankara. Anschließend spielte er für FK Qairat Almaty und gewann auch dort 2018 den Pokal. Von 2020 bis 2022 stand er dann in seiner Heimat beim FK Schachzjor Salihorsk unter Vertrag und wurde dort dreimal in Folge belarussischer Meister. Seit dem 3. Januar 2023 ist er nun vereinslos.

## Nationalmannschaft
Von 2008 bis 2012 absolvierte der Abwehrspieler insgesamt 34 Partien für diverse belarussische Jugendauswahlen. In dieser Zeit bestritt er mit der U-21 die Europameisterschaft 2011 in Dänemark und erreichte dort den Dritten Platz. Mit der Olympiaauswahl nahm er 2012 am Fußballturnier der Olympischen Sommerspiele in London teil und kam dort beim Vorrundenaus in allen drei Gruppenspielen zum Einsatz. Am 21. Mai 2014 debütierte er dann bei einem Testspiel in Liechtenstein (5:1) für die belarussische A-Nationalmannschaft. Seitdem bestritt er 37 Länderspiele und erzielte dabei einen Treffer.

## Erfolge
- Belarussischer Pokalsieger: 2009
- Kasachischer Pokalsieger: 2018
- Belarussischer Meister: 2020, 2021, 2022